# The Milky Waif
«Молочный путь» (англ. The Milky Waif) — 24 эпизод в серии «Том и Джерри». Премьера состоялась 8 мая 1946 года. Это эпизод, где впервые появляется мышонок Нибблз (также известный как Таффи) — младший партнёр Джерри.

## Сюжет
К Джерри, посреди ночи приходит маленький мышонок Нибблз. В записке говорится, что Нибблз вечно голоден, и его надо поить молоком.
Джерри думает, где бы взять молоко и ему на глаза попадается миска Тома. Джерри и Нибблз пытаются достать молоко, но Том постоянно пытается им помешать, и в конце концов начинается погоня. В ходе этой погоди, после череды неудач, Том ловит Джерри в бутылку, закрывает её стопкой книг, а сам гонится теперь только за Нибблзом. Впоследствии загоняя мышонка в угол, он безжалостно хлопает его мухобойкой по заду. Джерри, услыхав хлест, вырывается из бутылки (пробивая её и роняя блокировавшие её книги) и спешит на помощь к Нибблзу. Он видит, что у малыша, по делу рук Тома, покраснел зад, и в порыве невыносимой ярости, избивает Тома до полуобморока.
Испуганный и избитый Том, одетый как сиделка, поит Нибблза молоком с ложки под присмотром грозного Джерри, держащего в руках шипастый молоток для отбивания мяса (вероятно Том должен будет получить им по голове в случае незадачи или по другим, непонятным, причинам).

## Цензура
- В 1950-х годах серия была подвергнута цензуре. Из неё была вырезана сцена где Нибблз и Джерри перемазавшись кремом для обуви пытаются одурачить Тома, выдавая себя за чёрную женщину с ребёнком[источник не указан 2296 дней].

## Факты
- Это — дебют мышонка Нибблза, также известного как Таффи. Таффи — самый большой союзник Джерри наряду с утёнком Крякером. Дуэт будет появляться во многих сериях на протяжении всего сериала.
- Это также один из пяти эпизодов, где Джерри побеждает Тома благородно (так как тот обидел Таффи).
- Оригинальное название серии (The Milky Waif) пародирует на Млечный Путь (англ. The Milky Way).
- Кадры из эпизода появляются в фильме «Кошачий глаз».